# Llangollen
Llangollen är en stad och community i grevskapet Denbighshire i norra Wales vid floden Dee. Communityn har 3 658 invånare (2011). Staden är bland annat känd för sin årliga eisteddfod, Eisteddfod Gerddorol Ryngwladol.